# Litoria cooloolensis
Litoria cooloolensis (tên tiếng Anh: Cooloola Tree Frog) là một loài ếch thuộc họ Pelodryadidae.
Đây là loài đặc hữu của Úc.
Môi trường sống tự nhiên của chúng là đầm nước, hồ nước ngọt, hồ nước ngọt có nước theo mùa, đầm nước ngọt, đầm nước ngọt có nước theo mùa, và phá nước ngọt ven biển.
Chúng hiện đang bị đe dọa vì mất môi trường sống.